# 2016年夏季殘疾人奧林匹克運動會女子150米混合泳比賽
2016年夏季帕拉林匹克運動會的女子150米混合泳比賽於9月12日於奧林匹克水上運動中心舉行。本項目曾於2008年舉行，但於2012年取消，並只設有SM4此級別。

## 比賽模式
- SM級為混合泳項目。而混合泳後半數字是按照各運動員在不同泳式的殘障級別，再取平均數而決定運動員的級別。例如混合三式的公式為 (2S + SB)/3，三式包括背泳、蛙泳及自由泳[3]。
- 詳細的殘障分級規則及方法可以參閱IPC的網頁[4]。
- 游泳比賽設有種子制度，會按照運動員於指定時間做出的最快時間排列，之後依次序將運動員分配在不同的預賽組別。
- 預備開始時運動員並不是必須在跳台上準備，而可以選擇站在跳台旁或坐在跳台上，甚至是在水中或需要工作人員協助平衡下在跳台上準備，前提是不影響比賽的公平性。
  - 但是背泳及混合式接力則是所有運動員都在水中準備。
- 進行轉池時，運動員必需將身體其中一部份接觸泳池邊的牆壁才可以轉身繼續餘下的比賽。
- 預賽成績最快的8位運動員將會晉級至決賽。如果於第8名出現2位運動員有相同的完成時間，則需要進行加賽以決定晉級的運動員。
- 如果預賽少於8位運動員，而比賽又認為是可以繼續進行，則會直接進行決賽而不進行預賽。
- 運動員的服裝、泳式的規定可以參閱IPC的網頁[5]。

以下時間為南美標準時間（UTC-3）。
| 日期    | 時間  | 回合          |
| ------- | ----- | ------------- |
| 9月12日 | 10:11 | 預賽（SM4級） |
| 9月12日 | 17:58 | 決賽（SM4級） |

## 世界紀錄
本屆比賽前，該項目的世界及奧運會紀錄如下：
| 世界紀錄   | 卡林娜·勞里森（丹麦） | 02:47.84 | 中国北京 | 2008年9月14日 |
| 奧運會紀錄 | 卡林娜·勞里森（丹麦） | 02:47.84 | 中国北京 | 2008年9月14日 |

## 比賽結果

### 預賽

#### 第一組
| 排名 | 線道 | 運動員 | 級別 | 時間 | 備注 |
| ---- | ---- | ------ | ---- | ---- | ---- |
|      |      |        |      |      |      |
|      |      |        |      |      |      |
|      |      |        |      |      |      |
|      |      |        |      |      |      |
|      |      |        |      |      |      |
|      |      |        |      |      |      |

#### 第二組
| 排名 | 線道 | 運動員 | 級別 | 時間 | 備注 |
| ---- | ---- | ------ | ---- | ---- | ---- |
|      |      |        |      |      |      |
|      |      |        |      |      |      |
|      |      |        |      |      |      |
|      |      |        |      |      |      |
|      |      |        |      |      |      |
|      |      |        |      |      |      |

### 決賽
| 排名 | 線道 | 運動員 | 級別 | 時間 | 備注 |
| ---- | ---- | ------ | ---- | ---- | ---- |
|      |      |        |      |      |      |
|      |      |        |      |      |      |
|      |      |        |      |      |      |
|      |      |        |      |      |      |
|      |      |        |      |      |      |
|      |      |        |      |      |      |
|      |      |        |      |      |      |
|      |      |        |      |      |      |

## 外部連結
- 官方网站（葡萄牙文）（英文）（西班牙文）（法文）
- 國際殘疾人奧林匹克委員會（游泳）（页面存档备份，存于）（英文）